# Phygadeuon pumilus
Phygadeuon pumilus là một loài tò vò trong họ Ichneumonidae.